# Бленвиль (Квебек)
Бленвиль (фр. Blainville) — город, расположенный в Нижних Лаврентидах в 25 км к северу от Монреаля, Канада.

## Территория
Бленвиль занимает площадь 54,62 км ². Разделён на 11 районов. Часть города на юге (Площадь Возрождения) обозначена как Нижний Сан-Терез. Этот жилой район уже давно изолированы от остальной части города, сельского района Кот-Сент-Луис. Жилые комплексы Ренессанc и квартал Фонтенбло вносят вклад в развитие подъездных путей на севере и растущее население региона.